# Flight Control
Flight Control es un videojuego desarrollado por Firemint. Aunque originalmente se produjo para iOS, en la actualidad existen versiones del juego en varias plataformas.

## El juego
El jugador debe ayudar a una serie de aviones y helicópteros a aterrizar exitosamente. Para ello, debe guiarlos hasta el aeropuerto respectivo (cuyo color coincida con el de la aeronave) trazando la ruta a seguir. El juego finaliza cuando dos o más aeronaves chocan, ya sea porque se cruzaron al seguir las rutas asignadas por el jugador o porque este no les indicó un camino a seguir.